# Fumana ericifolia
Fumana ericifolia là một loài thực vật có hoa trong họ Nham mân khôi. Loài này được Wallr. mô tả khoa học đầu tiên năm 1840.